# 9026 Denevi
9026 Denevi è un asteroide della fascia principale. Scoperto nel 1988, presenta un'orbita caratterizzata da un semiasse maggiore pari a 3,1734379 UA e da un'eccentricità di 0,1497835, inclinata di 2,23514° rispetto all'eclittica.